# Кундельський Валерій Васильович
Валерій Васильович Кундельський (12 жовтня 1959, с. Дубрівка, Баранівській район (нині Новоград-Волинський р-н), Житомирська область) – український історик, краєзнавець, педагог, публіцист, член Національної спілки журналістів України (2007), полковник Українського козацтва (2008), кандидат історичних наук (2018), член Національної спілки краєзнавців України (2018).

## Біографічні відомості
Народився 12 жовтня 1959 року в с. Дубрівка Баранівського району  Житомирської області. У 1975 році закінчив Дубрівську середню школу. З 1977 по 1981 рік навчався на історичному факультеті Кам’янець-Подільського державного педагогічного інституту ім. В.П. Затонського (тепер – Кам'янець-Подільський національний університет імені Івана Огієнка), який закінчив з відзнакою.

## Діяльність
Трудову діяльність розпочав в 1981 році на посаді вчителя історії Високопічської середньої школи на Житомирщині. У 1982–1984 роках проходив строкову військову службу в м. Харків. 
З 1984 року живе і працює в Хмельницькому. Займається педагогічною діяльністю – викладав історію в Міжрегіональній академії управління персоналом, Хмельницькому базовому медичному коледжі, середніх школах № 31, 10, 6. Тепер викладає історію у Хмельницькому технологічному багатопрофільному ліцеї ім. Артема Мазура та МГО «Міжнародна Академія Козацтва».
Автор більше ніж 200 науково-краєзнавчих телепередач з історії України та історії козацтва. З 2005 по 2015 рік – ведучий програми «Козацькому роду – нема переводу» Хмельницької обласної державної телерадіокомпанії «Поділля-Центр». Мета передачі – національно-патріотичне виховання української молоді, ознайомлення мешканців краю з маловідомими сторінками історії Поділля та Південно-Східної Волині. Довгий час запис телепередач здійснювався на базі Хмельницької обласної універсальної наукової бібліотеки на підставі угоди про співпрацю.

## Наукова діяльність
Друкувався в газетах «Проскурів», «Козацький вісник», фахових виданнях Кам’янець-Подільського, Житомирського, Чернівецького національних університетів, Карлового університету (м. Прага, Чехія).
Сфера наукових досліджень: українське козацтво в XVI– XVIII століттях; міжнаціональні відносини в Правобережній Україні наприкінці 1860-х рр. XIX століття; події Українських національно-визвольних змагань 1917-1921 років.
У 2015 році закінчив аспірантуру Кам'янець-Подільського національного університету імені Івана Огієнка (спеціальність Історія України). У 2018 році захистив кандидатську дисертацію на тему «Корінне населення Правобережної України у міжнаціональних відносинах наприкінці XVIII ст. - 60 рр. XIX ст.».
Учасник багатьох міжнародних, всеукраїнських та регіональних науково-практичних конференцій з питань історії та політичного життя України. 

## Нагороди
- Лауреат Хмельницької міської премії імені М. Орловського (2009).
- Орден «За розбудову України» (2009).
- Лауреат Хмельницької міської премії імені Б. Хмельницького (2014).

## Краєзнавчі дослідження В.В. Кундельського
- Включення Поділля до складу Російської імперії і його вплив на суспільний розвиток краю // Хмельниччина в контексті історії України : матеріали Всеукр. наук.-краєзн. конф. – Хмельницький, 2012. – С.63-66.
- Воєнні дії К. Косинського і С. Наливайка на території Поділля і Південно-східної Волині в контексті перших козацьких повстань на Україні // Хмельницькі краєзнавчі студії: наук.-краєзн. зб. – Хмельницький, 2015. – Вип. 2. – С.67-75.
- До історії рекрутських наборів на Поділлі наприкінці XVIII століття / С.А. Сидорук; В.В. Кундельський // Матеріали XII Подільської історико-краєзнавчої конференції (22-23 листопада 2007 року). – Кам’янець-Поділ. : Оіюм, 2007. –Т. 1. – С. 264-271.
- Єврейство в контексті міжнаціональних відносин на Поділлі наприкінці XVIII-першій половині XIX ст. // Матеріали XII Подільської історико-краєзнавчої конференції (22-23 листопада 2007 року). – Кам’янець-Поділ. : Оіюм, 2007. – Т. 1. – С. 258-264.
- Корінне населення Правобережної України у міжнаціональних відносинах наприкінці XVIII – 60-x рр. XIX ст. : 07.00.01 – історія України. Автореф. на здобуття наук. ступеня канд. іст. наук / В.В. Кундельський ; М-во освіти і науки України, Кам'янець-Поділ. нац. ун-т ім. Івана Огієнка. – Кам'янець-Подільський : [б. в.], 2018. – 31 с.
- Міжнаціональні відносини на Поділлі наприкінці XVIII – першій половині XIX ст. (на основі архівних матеріалів ДАХмО) // Сучасні методи збереження документів та нові методологічні  підходи до наукових досліджень і застосування документів Національного архівного фонду України : матеріали Всеукр. наук.-краєзн. конф. – Кам’янець-Подільський, 2012. – С.270-277.
- Окремі штрихи українсько-польських відносин на теренах Проскурівського повіту наприкінці XVIII - першій половині XIX ст. // Матеріали III науково-краєзнавчої конференції «Місто Хмельницький в контексті історії України». – Хмельницький, 2011. – С. 88-97.